# 联盟TMA-19
联盟TMA-19是俄罗斯联盟计划的一艘载人航天飞船。莫斯科时间2010年6月16日1时35分，联盟-FG运载火箭携带联盟TMA-19从哈萨克斯坦拜科努尔航天发射场发射升空，前往国际空间站，这也是国际空间站项目启动以来的第100次发射。6月18日，飞船将与空间站的星辰号服务舱对接。
飞船上载有第24长期考察组的三名宇航员，分别为俄罗斯工程师费奥多尔·尤尔奇欣（Fyodor Yurchikhin）、美国飞行员道格拉斯·惠洛克（Douglas H. Wheelock）与美国太空物理学家香农·沃克（Shannon Walker）。